# Diplonotos inornatus
Diplonotos inornatus är en mossdjursart som först beskrevs av Hayward 1981.  Diplonotos inornatus ingår i släktet Diplonotos och familjen Bifaxariidae. Inga underarter finns listade i Catalogue of Life.